# 에텐듀
에텐듀(영어: Etendue, 발음: /ˌeɪtɒnˈduː/), 또는 에탕뒤(프랑스어: étendue, 발음: [etãdy])는 빛의 성질 중 하나로, 광학계 내에서의 빛이 어떤 면적과 각도로 퍼저 나가는지를 설명하는 개념이다.
에텐듀는 빛의 소스 관점과 그 반대인 광학계 관점에서 동일한 값이 나오며, 이상적인 광학계 내에서는 변하지 않는 값이다. 빛의 소스 관점에서 보면, 에텐듀는 시스템의 입사동공 단면인데, 이것은 소스의 면적과 입체각의 곱으로 나타낼 수 있다. 반대로, 시스템의 관점에서 보면, 소스의 입사동공 면적과 입체각의 곱으로 나타낼 수 있다. 이 정의는 무한히 작은 부분과 입체각에도 적용되고, 소스와 단면적의 합으로 나타내는 것도 가능해야 한다. 에텐듀는 위상공간의 부피로 간주될 수도 있다.
에텐듀는 광 세기가 보존되는 광학계에서는 절대 줄어들지 않는다. 따라서 이상적인 광학계는 광원의 에텐듀와 동일한 이미지를 만들어 내게 되고, 불변량인 라그랑주 불변량과 광학 불변량 등과 관계가 있다. 광학계의 복사량은 에텐듀의 방사속으로부터 유도할 수 있다.
에텐듀는 "기하학적 범위"를 뜻하는 프랑스어 étendue géométrique에서 비롯된 단어로, 다음과 같은 단어로 나타내기도 한다: acceptance, throughput, light grasp, light-gathering or -collecting power, optical extent, geometric extent, and the AΩ product. 특히, 복사도학에서는 throughput과 AΩ product로 많이 사용하며, 비결상 광학에서는 핵심적인 개념이다.

## 정의

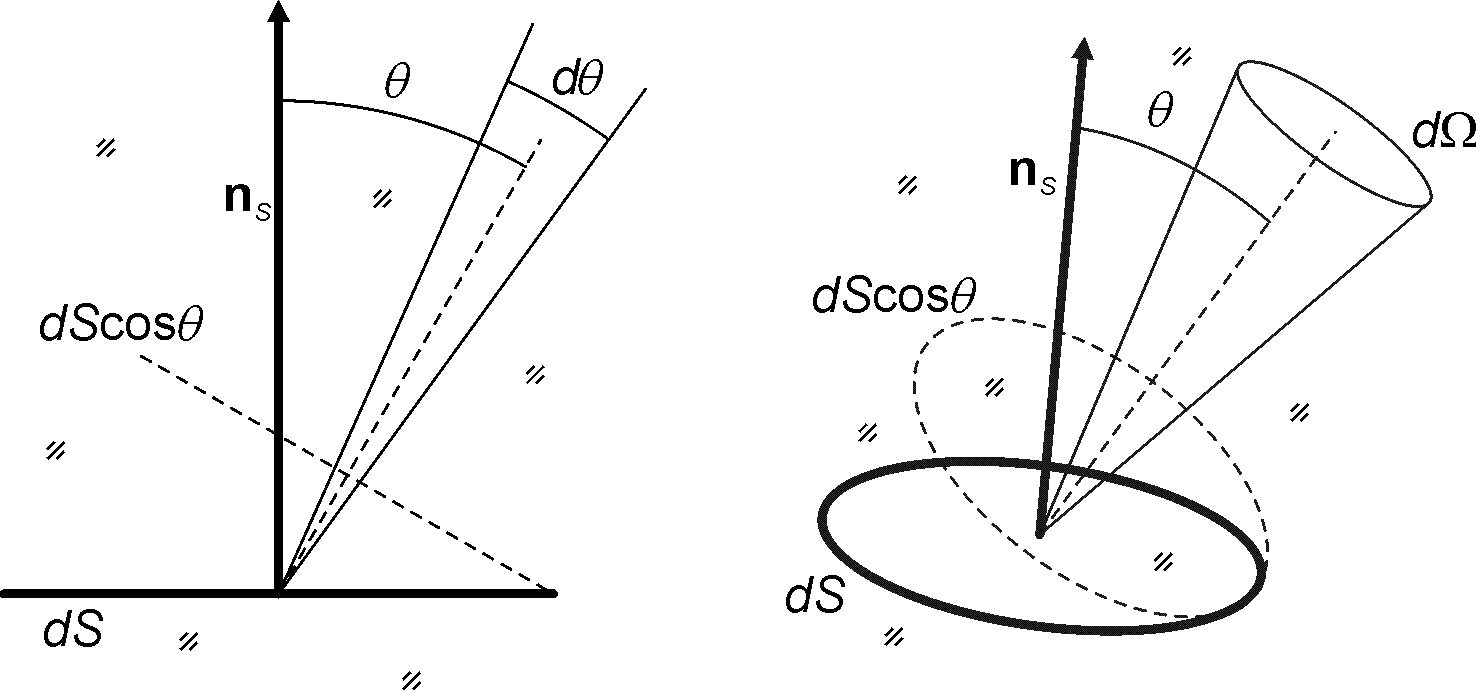
2D(좌), 3D(우) 면적 미분소의 에텐듀

굴절률 n인 매질 속에, 면적 미분소 dS에 수직한 벡터 nS 에 각도 θ를 중심으로 하는 입체각 dΩ 영역 안으로 빛이 통과한다고 하자. 빛의 방항에 수직하게 투영한 면은 dS cos θ 가 되고, dS를 통과하는 에텐듀는 다음과 같이 정의 된다.
{\displaystyle \mathrm {d} G=n^{2}\,\mathrm {d} S\cos \theta \,\mathrm {d} \Omega .}
각도, 입체각, 굴절률은 차원이없는 양 이기 때문에에 에텐듀의 단위는 면적이 된다.

## 에텐듀 보존
에텐듀는 자유 공간, 굴절 또는 반사 등에서 보존되며, 광학계 내에서 전반사 또는 굴절을 등에서도 보존된다. 하지만 빛의 입체각이 증가하면 에텐듀도 증가하게 된다. 에텐듀는 일정하게 유지되거나 증가할 수는 있지만 감소하는 경우는 없으며, 엔트로피가 증가하는 것의 직접적인 결과 중 하나이다.

## 같이 보기
- 뇌터 정리
- 심플렉틱 기하학

1. ↑  Lecture notes on Radiance
2. ↑  Chaves, Julio (2015). 《Introduction to Nonimaging Optics, Second Edition》. CRC Press. ISBN 978-1482206739.
3. ↑  Chaves, Julio (2015). 《Introduction to Nonimaging Optics, Second Edition》. CRC Press. ISBN 978-1482206739.
4. ↑  Matthew S. Brennesholtz, Edward H. Stupp, Projection Displays, John Wiley & Sons Ltd, 2008 ISBN 978-0470518038